# Urkabustaiz
Urkabustaiz là một đô thị trong tỉnh Araba (Álava), thuộc Xứ Basque, phía bắc Tây Ban Nha.